# Adelocera punctata
Adelocera punctata — вид щелкунов из подсемейства Agrypninae.

## Описание
Жук длиной 14—18 мм, имеет бархатно-чёрную окраску. Тело в редких, равномерно разбросанных серебристых чешуйках. Средняя бороздка переднеспинки плоская, в задней части переходящая в широкое и неглубокое срединное вдавление.